# Syberyjska Drużyna Ochotnicza
Syberyjska Drużyna Ochotnicza (ros. Сибирская добровольческая дружина), zwana też Milicją Obwodu Północnego i Milicją Cieśniny Tatarskiej – oddział wojskowy Białych na Dalekim Wschodzie w końcowym okresie wojny domowej w Rosji
Oddział został sformowany pod koniec sierpnia 1922 r. we Władywostoku z inicjatywy gen. Anatolija N. Piepielajewa, który przybył do miasta na wezwanie głównodowodzącego wojskami Białych na Przymorzu gen. Michaiła K. Diterichsa. Syberyjska Drużyna Ochotnicza miała wesprzeć upadające pod naporem przeważających sił bolszewickich powstanie jakuckie pod wodzą Michaiła J. Korobiejnikowa. Oddział liczył ok. 720 ludzi (ponad 490 pochodziło z Przymorza, zaś ok. 225 przybyło wraz z gen. A.N. Piepielajewem z Harbinu). Wśród nich byli m.in. gen. Jewgienij K. Wiszniewski, czy gen. Wasilij A. Rakitin. Oddział miał na wyposażeniu 2 karabiny maszynowe. Jego znakiem był biało-zielony sztandar po jednej stronie, zaś po drugiej szeroka czerwona taśma po przekątnej ze złotym krzyżem. Generał A.N. Piepielajew wynajął 2 statki parowe (parochody) "Батарея" i "Защитник", ale okazało się, że nie mogły one za jednym razem przewieźć całego oddziału. Dlatego 31 sierpnia 1922 r. z Władywostoku wypłynęło jedynie 533 ludzi na czele z gen. A.N. Piepielajewem i gen. W.A. Rakitinem. Pozostali pod dowództwem gen. J.K. Wiszniewskiego pozostali w mieście. Otrzymał on ponadto rozkaz, aby zwerbował jeszcze więcej ochotników. 6 września tego roku oddział Syberyjskiej Drużyny Ochotniczej wylądował w Ochocku, który stał się jego bazą wypadową pod kierownictwem kpt. Borysa M. Michałowskiego. Sformowano grupę wojskową gen. W.A. Rakitina, której zadaniem było wyruszyć wzdłuż Traktu Amgino-Ochockiego w celu przyłączenia do niej napotkanych partyzantów. Pozostali żołnierze na czele z gen. A.N. Piepielajewem wypłynęli na parochodach na południe, wysadzając 8 września desant we wsi Ajan na wybrzeżu Morza Ochockiego. 12 września odbył się ludowy zjazd Tunguzów, którzy przekazali Białym 300 reniferów. Pozostawiając w Ajanie garnizon, liczący 40 ludzi, 14 września siły gen. A.N. Piepielajewa ruszyły w głąb Jakucji przez pasmo górskie Dżugdżur w kierunku miasteczka Nielkan. Jednakże w jego rejonie z oddziału zdezerterowało 3 ludzi, którzy poinformowali bolszewików, stacjonujących w Nielkanie, o zbliżaniu się Białych. W związku z tym komendant Nielkana, czekista Karpiel, wygnał wszystkich mieszkańców z miasteczka, a ze swoim oddziałem wycofał się w kierunku rzeki Maja. Biali zajęli Nielkan 27 września, zdobywając 120 karabinów ręcznych i amunicję do nich, które nie zdążyli zabrać ze sobą bolszewicy. Na pocz. października gen. A.N. Piepielajew wyruszył do wsi Ajan, pozostawiając główne siły w Nielkanie. Po przybyciu do Ajanu 5 listopada, do wsi przybyła reszta Syberyjskiej Drużyny Ochotniczej z gen. J.K. Wiszniewskim. Generał A.N. Piepielajew podjął decyzję natarcia na Jakuck. W poł. listopada oddział gen. J.K. Wiszniewskiego z gen. A.N. Piepielajewem wyruszył do Nielkanu, przybywając do miasteczka w poł. grudnia, gdzie dołączył do głównych sił. W tym czasie do Nielkanu powrócili jego mieszkańcy, którzy dostarczyli Białym kolejne renifery i prowiant. W kierunku Ochocka został skierowany oddział pod dowództwem gen. W.A. Rakitina. Na pocz. stycznia 1923 r. główna część Syberyjskiej Drużyny Ochotniczej ruszyła na Jakuck. Po drodze dołączył do niej oddział partyzancki Michaiła K. Artiomowa i oddział gen. W.A. Rakitina. 5 lutego tego roku Biali zdobyli wieś Amgę (kosztem 20 zabitych i 32 rannych), gdzie został rozmieszczony sztab gen. A.N. Piepielajewa. 13 lutego doszło do walki pomiędzy oddziałem gen. J.K. Wiszniewskiego i oddziałem bolszewickim Iwana J. Stroda. Natarcie Białych zostało powstrzymane kosztem 10 zabitych. W tej sytuacji gen. A.N. Piepielajew rozkazał kontynuowanie marszu. 27 lutego został przez bolszewickich partyzantów Jefima I. Kuraszowa rozbity oddział gen. W.A. Rakitina. Z Jakucka przeciwko Białym wyruszył oddział Karla K. Bajkałowa, do którego po drodqze dołączyli partyzanci J.I. Kuraszowa. Połączone siły liczyły ok. 760 ludzi. W dniach 1-2 marca doszło do ciężkich walk pod wsią Amga, w wyniku których Biali gen. A.N. Piepielajewa zostali rozbici. Resztki wycofywały się w kierunku wsi Ajan. Jedyny zwarty oddział gen. W.A. Rakitina szedł na Ochock. 1 maja dotarto do Ajanu, gdzie postanowiono zbudować statki, aby udać się nimi na Sachalin. Tymczasem 24 kwietnia z zajętego przez wojska bolszewickie Władywostoku wypłynął przeciwko Białym na 2 statkach "Индигирка" i "Севастополь" oddział Stiepana S. Wostriecowa (w sile batalionu z 4 działami i kilkoma karabinami maszynowymi). Na pocz. czerwca w Ochocku został zniszczony oddział gen. W.A. Rakitina. Sam W.A. Rakitin próbował się zastrzelić. Zmarł kilka dni potem. 17 czerwca desantowany oddział S.S. Wostriecowa zajął bez walki wieś Ajan. Biali poddali się. 24 czerwca 450 jeńców zostało statkiem przewiezionych do Władywostoku, przybywając tam 30 czerwca. 78 z nich aresztowano, zaś 162 osadzono w obozie. Generał A.N. Piepielajew został po procesie skazany na karę śmierci, ale zmieniono ją na 10 lat więzienia.
W 1933 r. w Harbinie została opublikowana książka gen. Jewgienija K. Wiszniewskiego pt. "Аргонавты белой мечты. Описание Якутского Похода Сибирской Добровольческой Дружины", która opisywała dzieje i walki Syberyjskiej Drużyny Ochotniczej gen. A.N. Piepielajewa.